# Senaat (grootvorstendom Finland)

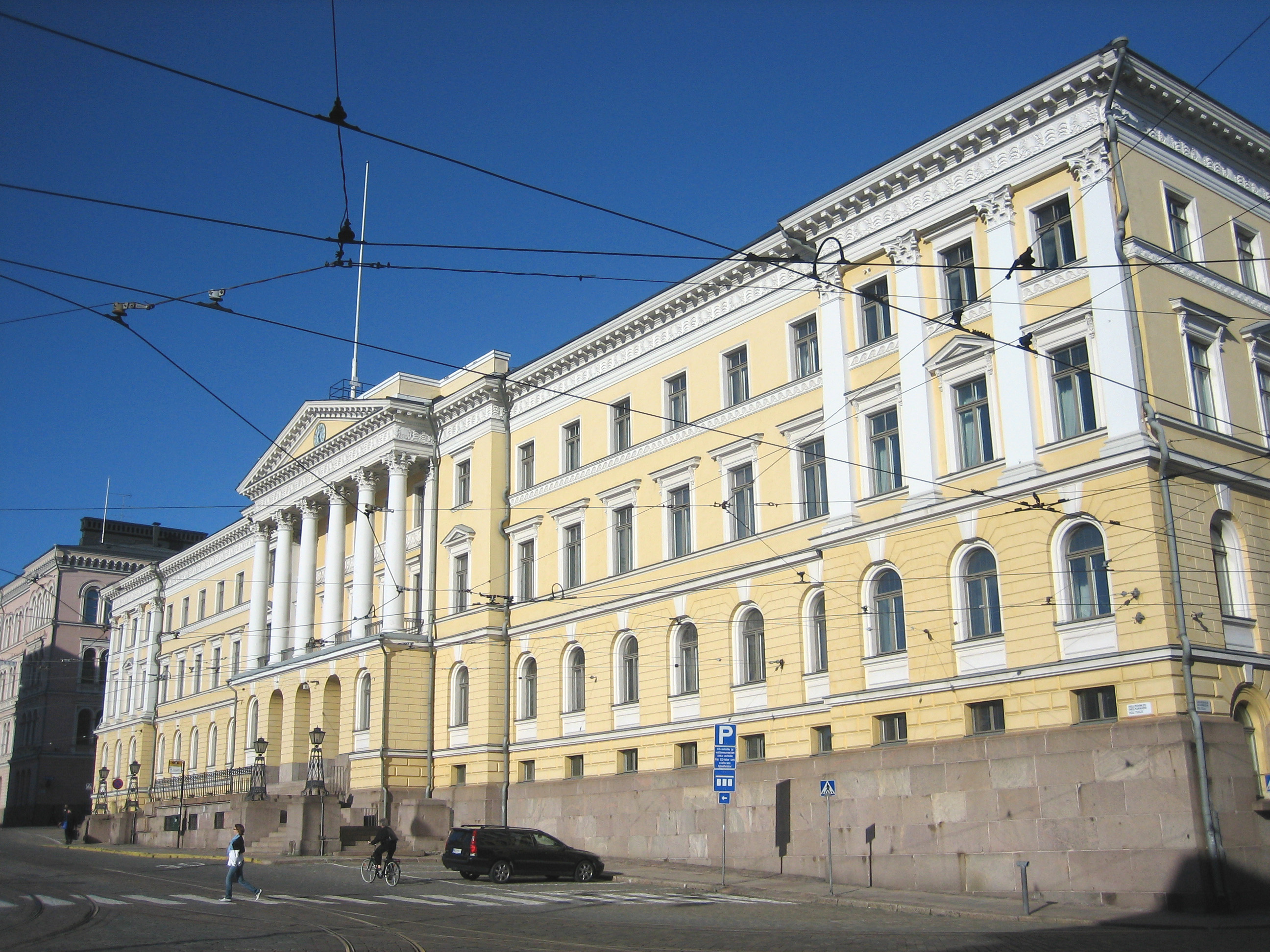
Senaatsgebouw

De Senaat van het Grootvorstendom Finland was de regering van Finland in het tijdvak 1809-1918. In die jaren was Finland een autonoom deel van het keizerrijk Rusland.
De Tsaar aller Russen werd in Helsinki vertegenwoordigd door een Russische Gouverneur-generaal, die aan het hoofd stond van de Senaat. De leden daarvan waren Finnen.
De Senaat had twee afdelingen: de economische afdeling en de juridische afdeling. Vanaf 1822 hadden beide afdelingen een eigen vicevoorzitter die de dagelijkse leiding had. De economische afdeling was feitelijk de regering van Finland, de juridische afdeling het hooggerechtshof.

## Vicevoorzitters van de economische afdeling
- Carl Erik Mannerheim, (1822-1826)
- Samuel Fredrik von Born (waarnemend), (1826-1828)
- Anders Henrik Falck, (1828-1833)
- Gustaf Hjärne, (1833-1841)
- Lars Gabriel von Haartman, (1841-1858)
- Johan Mauritz Nordenstam, (1858-1882)
- Edvard Gustaf af Forselles, (1882-1885)
- Gustaf Axel Samuel von Troil, (1885-1891)
- Sten Carl Tudeer, (1891-1900)
- Constantin Linder, (1900-1905)
- Emil Streng, (1905)
- Leopold Henrik Stanislaus Mechelin, (1905-1908)
- Edvard Immanuel Hjelt, (1908-1909)
- August Johannes Hjelt, (1909)
- Andrei Virenius, (1909)
- Vladimir Ivanovich Markov, (1909-1913)
- Mickail Borovitinov, (1913-1917)
- Andrei Virenius (waarnemend), (1917)
- Antti Oskari Tokoi, (1917)
- Eemil Nestor Setälä, (1917)
- Pehr Evind Svinhufvud, (1917)